# Willi Kruse
Willi Kruse (* 16. September 1910 in Herford; † Februar 1995 auf Kreta) war ein deutscher Maler und Grafiker in der Schwabinger Künstlerszene in München. Er war international bekannt für seine Holzschnittzyklen und Aquarelle.

## Leben und Wirken
Willi Kruse zog noch vor dem Zweiten Weltkrieg nach Schwabing in München, wo er in der Georgenstraße sein Atelier hatte. Er war Schüler der Münchner Akademielehrer Adolf Schinnerer und Karl Caspar. Neben Landschafts-Aquarellen stellte er in Holzschnittzyklen immer wieder exzentrische Randfiguren der Gesellschaft dar – mit Vorliebe Clowns. Neben dem Schwabinger Kunstpreis, erhielt er auch 150 Preise in 49 Ländern.
Er hat die Legende Schwabing mitbegründet und war ein Freund des Dichters der Traumstadt, Peter Paul Althaus. Seine Künstlerfeste Zirkus Schräg waren in den 1950er Jahren über München hinaus berühmt – sowie die Seerosen-Abende und das literarische Cabaret Monopteros, das er mitbegründet hat.
In den 1980er Jahren zog Willi Kruse aus gesundheitlichen Gründen nach Kreta, wo er 1995 starb.
Seinen Nachlass, darunter Memoiren und Manuskripte, wollte Willi Kruse schon vor seinem Tode im Wesentlichen der Stadt München überlassen. Da sich München nicht interessiert gezeigt hatte, reagierte das Germanische Nationalmuseum in Nürnberg und übernahm acht Kisten mit der umfangreichen Dokumentation.

## Ehrungen und Auszeichnungen
- 1971: Schwabinger Kunstpreis